# Qataba
Qataba (o Kataba) és una ciutat del Iemen a la governació d'Ibb, a pocs quilòmetres al nord de Dhala (al-Dali), que fou capital de l'emirat amírida d'aquest nom i avui la capital de la governació d'al-Dali. Està situada entre el uadi Tuban i el uadi Bana. La zona produeix cereals, cafè, khat i fruites, mitjançant cultius en terrasses. Està a una altura de 1.200 msnm, però relativament baixa comparada amb el djabal Djihaf, situat al sud de la ciutat, i amb les muntanyes del nord.
A l'edat mitjana la regió era habitada pels Djada, però cap historiador fa esment de fets especials referits a la ciutat o comarca; al segle xviii la tribu dels yafis va disputar la seva possessió. El 1890 els otomans hi van establir una guarnició. La frontera amb l'estat de Dhala protegit dels britànics es va establir per una comissió turcobritànica entre 1902 i 1905. Aquesta frontera va ser ratificada per un acord entre l'imam Yahya i els britànics el 1934 (tractat de Sanaà) i va restar vigent fins a la reunificació dels dos Iemens el 1991. Al sud de Qataba hi ha el Radfan objecte dels principals combats entre els nacionalistes iemenites del sud i els britànics el 1964.